# Chodský Újezd
Chodský Újezd là một làng thuộc huyện Tachov, vùng Plzeňský, Cộng hòa Séc.